# ライリー・キーオ
ライリー・キーオ（Riley Keough、1989年5月29日 - ）は、アメリカ合衆国の女優、モデル、映画監督、プロデューサー。祖父はエルヴィス・プレスリー。

## 生い立ち
アメリカ合衆国カリフォルニア州ロサンゼルス郡サンタモニカで生まれる。祖父はエルヴィス・プレスリー、祖母はプリシラ・プレスリー、母親はリサ・マリー・プレスリー、父親はミュージシャンのダニー・キーオ。弟のベンジャミン・ストーム・キーオ(1992年10月21日生 – 2020年7月12日没)と、異父姉妹である双子の妹のハーパー・ロックウッドとフィンリー・ロックウッド (2008年10月7日生 -)がいる。

## キャリア
14歳になった時、イタリアのミラノで行われたドルチェ&ガッバーナのファッションショーのステージ上を歩きファッションモデルとしてデビュー。また、リサ・マリーとプリシラとともに『ヴォーグ』の表紙に登場した。
2010年に公開された青春伝記映画『ランナウェイズ』で役者としてデビューし、作品ではダコタ・ファニング演じるシェリー・カーリー役の姉妹マリー・カーリーを演じた。オーランド・ブルームが製作し出演した2011年公開のスリラー映画『グッド・ドクター 禁断のカルテ』でオーランド・ブルームの相手役の患者ダイアン・ニクソンを演じた。2012年にはスティーヴン・ソダーバーグ監督作品のコメディドラマ映画『マジック・マイク』に出演した。2015年公開のジョージ・ミラー監督のバイオレンスアクション映画『マッドマックス 怒りのデス・ロード』に5人の妻の1人として出演した。2012年の『マッドマックス 怒りのデス・ロード』の撮影の際、スタントマンとして出演していたベンジャミン・スミス・ピーターセンと出会い交際をはじめた。そして婚約を発表し、2015年2月4日に結婚した。2019年には日本を舞台にした『アースクエイクバード』で主人公の死んだ友人役で出演した。
映画監督デビュー作となった2022年に公開された映画『War Pony』は高く評価されてカンヌ国際映画祭のカメラ・ドールを受賞した。

## フィルモグラフィー

### 映画
| 公開年 | 邦題 原題                                                | 役名                   | 備考                           |
| ------ | -------------------------------------------------------- | ---------------------- | ------------------------------ |
| 2010   | ランナウェイズ The Runaways                              | マリー・キュリー       |                                |
| 2011   | グッド・ドクター 禁断のカルテ The Good Doctor            | ダイアン・ニクソン     |                                |
| 2012   | マジック・マイク Magic Mike                              | ノラ                   |                                |
| 2012   | 美しき獣 Kiss of the Damned                              | アン                   |                                |
| 2015   | マッドマックス 怒りのデス・ロード Mad Max: Fury Road     | ケイパブル             |                                |
| 2016   | ラブソングに乾杯 Lovesong                                | サラ                   |                                |
| 2016   | アメリカン・ハニー American Honey                        | クリスタル             | 劇場未公開                     |
| 2017   | ザ・ディスカバリー The Discovery                         | レイシー               |                                |
| 2017   | クロッシング・マインド 消えない銃声 We Don't Belong Here | エリサ・グリーン       |                                |
| 2017   | イット・カムズ・アット・ナイト It Comes at Night         | キム                   |                                |
| 2017   | ローガン・ラッキー Logan Lucky                           | メリー・ローガン       |                                |
| 2018   | ストレンジャー 異界からの訪問者 Welcome the Stranger     | ミスティ               | 劇場未公開                     |
| 2018   | ジョー・パターノ 堕ちた名将 Paterno                      | サラ・ガニム           | テレビ映画                     |
| 2018   | ハウス・ジャック・ビルト The House That Jack Built       | シンプル               |                                |
| 2018   | ホールド・ザ・ダーク そこにある闇 Hold the Dark          | メドラ・スローン       |                                |
| 2018   | アンダー・ザ・シルバーレイク Under the Silver Lake       | サラ                   |                                |
| 2019   | アースクエイクバード Earthquake Bird                     | リリー・ブリッジズ     |                                |
| 2019   | ロッジ -白い惨劇- The Lodge                              | グレイス・マーシャル   |                                |
| 2020   | 悪魔はいつもそこに The Devil All the Time                | サンディ・ヘンダーソン |                                |
| 2020   | Zola ゾラ Zola                                           | ステファニー           |                                |
| 2021   | THE GUILTY/ギルティ The Guilty                           | エミリー・ライトン     | 声の出演、ポストプロダクション |
| 2022   | ビースト Beast                                           | サヴァンナ             | ポストプロダクション           |
| 2024   | サスカッチ・サンセット Sasquatch Sunset                  | サスカッチ             | 台詞なし                       |

### テレビ
| 放映年 | 邦題 原題                                                                            | 役名                   | 備考 |
| ------ | ------------------------------------------------------------------------------------ | ---------------------- | --- |
| 2016   | ガールフレンド・エクスペリエンス The Girlfriend Experience                           | クリスティーン・リード | 13エピソード Amazonビデオで配信 第74回ゴールデングローブ賞ミニシリーズ・テレビ映画演技賞主演女優賞ノミネート |
| 2018   | リバーデイル Riverdale                                                               | ローリー・レイク       | シーズン3 第7話 "Chapter Forty-Two: The Man in Black" アメリカ以外ではNetflixで配信                          |
| 2022   | ターミナル・リスト The Terminal List                                                 | ローレン・リース       | Amazonオリジナルドラマ                                                                                       |
| 2023   | デイジー・ジョーンズ・アンド・ザ・シックスがマジで最高だった頃 Daisy Jones & The Six | デイジー・ジョーンズ   | Amazonオリジナルドラマ                                                                                       |